# Àcid gras saturat

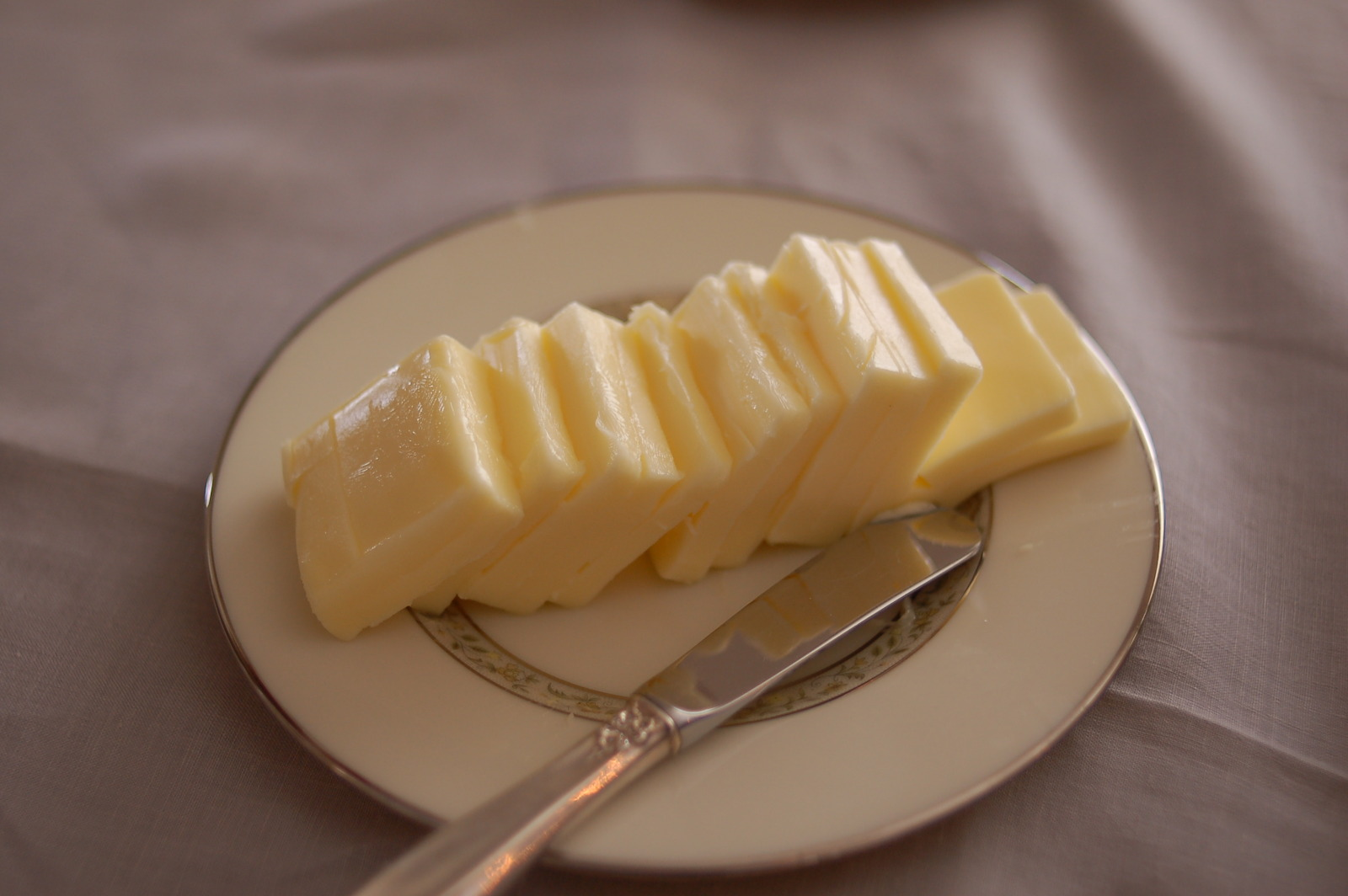
Els greixos de la mantega estan formats per àcids grassos saturats

Els àcids grassos saturats són aquells àcids grassos als quals tots els enllaços de la seva cadena de carbonis, que és lineal, són simples. Acostumen a ser sòlids a temperatura ambient i formen greixos que també solen ser sòlids a temperatura ambient, però que es poden liquar escalfant-los. Aquests greixos es coneixen com a greixos saturats.
A la natura, la majoria són presents als animals, tot i que algunes plantes en tenen, per exemple el coco i la palma i, per tant, també els olis fets a partir d'aquestes. Són els àcids presents als greixos animals (a la carn, al llard, etc.) i a la llet i productes làctics (iogurt, formatge, mantega, nata, etc.), tot i que actualment alguns d'aquests es poden desnatar, és a dir, que hom hi treu part del greix. La resta de greix present continua sent saturat. La majoria de productes alimentaris industrials tenen un alt contingut en greixos saturats, ja que són molt més econòmics que els insaturats i que altres ingredients (com la carn, etc.), ajuden a la conservació i que el greix és un component -junt amb el dolç- que tendeix a atraure o agradar naturalment, en especial si està associat al dolç.
Es considera que els greixos formats a partir d'àcids grassos saturats són els responsables, si es mengen en grans quantitats, de l'aparició del colesterol dit "dolent" i de malalties coronàries.

## Representacions gràfiques
Exemple d'àcid gras saturat (Àcid mirístic). A cada vèrtex hi ha un àtom de carboni unit amb el seu veí amb un enllaç simple. Al final veiem el radical àcid, format per un enllaç covalent doble (representat amb dues línies) amb un àtom d'oxigen i, a més, un altre de simple amb un grup hidroxil, és a dir un oxigen que, per la seva banda, està enllaçat a un hidrogen. A l'esquema es dona per obvi que se sap que cada carboni central està, a més, unit a dos hidrògens per dos enllaços simples, excepte el primer que n'està unit a tres.
El mateix àcid en una representació tridimensional. Les esferes negres representen els àtoms de carboni, les blanques els d'hidrogen i les vermelles els d'oxigen. Altres àcids grassos saturats són similars, però amb la cua blanca i negra més o menys llarga.